# Rudolf Scholten

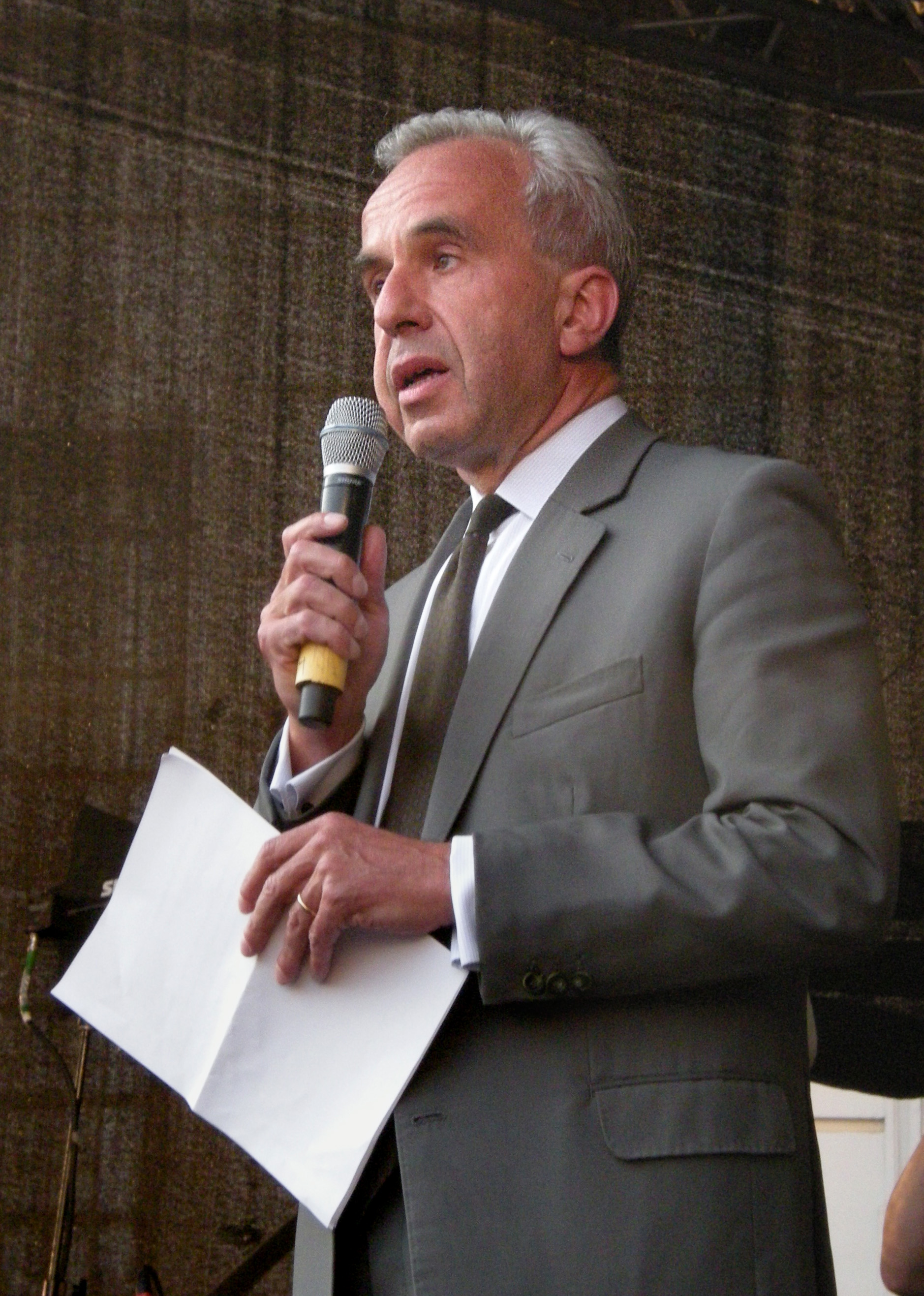
Rudolf Scholten, Wien 2010.

Rudolf Scholten (vollständiger Name Rudolf Gerhard Hubertus Maria Scholten, * 3. November 1955 in Wien) war von 1997 bis Ende Juli 2016 Mitglied des Vorstandes und von Jänner 2014 bis zu seinem Ausscheiden Generaldirektor der Oesterreichische Kontrollbank AG (OeKB) und von 1990 bis 1997 als Minister der Republik Österreich prägender Kulturpolitiker des Landes. Scholten ist Präsident des Bruno-Kreisky-Forums und Aufsichtsratspräsident der Wiener Festwochen, seit 1. Dezember 2007 Vorsitzender des Aufsichtsrates des Österreichischen Filminstituts (ÖFI) sowie Mitglied im Exekutivkomitee der Bilderberg-Konferenz.

## Biografie
Rudolf Scholten wuchs bis zu seinem Schuleintritt auf dem Forstgut seiner Eltern Sophie (geborene Gräfin van der Straten-Ponthoz) und Gerhard Scholten in Eggern im Waldviertel auf. 1973 maturierte er am Schottengymnasium in Wien, anschließend studierte er an der Universität Wien Jus und Volkswirtschaft. 1978 promovierte er zum Doctor iuris. Eintritt in den Dienst der Oesterreichischen Kontrollbank (OeKB) 1976 bis 1983, im Sekretariat des Vorstandes mit internationaler Finanzierung befasst bis 1983, 1983 USA – New York, Morgan Stanley, Morgan Guaranty: Internationale Finanzierungen, Rückkehr in die Oesterreichische Kontrollbank 1984.
Scholten war 1984 bis 1986 wirtschaftspolitischer Sekretär des damaligen Bundesministers für Finanzen, Franz Vranitzky, nach der Ernennung von Franz Vranitzky zum Bundeskanzler 1986 bis 1988 wirtschafts- und kulturpolitischer Berater im Bundeskanzleramt. 1988 bis 1990 war er Generalsekretär des Österreichischen Bundestheaterverbandes, 1990 bis 1997 Bundesminister der Republik Österreich. Im Kabinett Vranitzky III war Scholten Bundesminister für Unterricht und Kunst (1990 bis 1994), im Kabinett Vranitzky IV Bundesminister für Wissenschaft, Forschung und Kunst (1994 bis 1996). Im Kabinett Vranitzky V wurde er schließlich Bundesminister für Wissenschaft, Verkehr und Kunst (1996 bis 1997). Nach dem Rücktritt Vranitzkys verließ auch Rudolf Scholten die Bundesregierung.
1997 wurde Rudolf Scholten Mitglied des Vorstandes der Oesterreichischen Kontrollbank, Aufsichtsratsvorsitzender der Acredia Versicherung AG (mit den Marken OeKB Versicherung und PRISMA Die Kreditversicherung), der Oesterreichischen Entwicklungsbank AG und der Österreichischen Exportfonds GmbH.
Der Einstieg von Rudolf Scholten in die OeKB war überschattet vom Selbstmord eines der beiden Vorstände, Gerhard Praschak. In einem an viele Printmedien versandten Brief erhob Praschak Vorwürfe der politischen Intervention zugunsten von Scholten, beispielsweise die Vergrößerung des Vorstandes auf drei Personen. Nach dem Selbstmord von Praschak wurde dessen Posten nicht nachbesetzt. Scholtens Kollege im Vorstand der OeKB war bis Ende 2013 Johannes Attems, seit 2014 ist Angelika Sommer-Hemetsberger im Vorstand. Seit 1. Jänner 2014 führt Scholten den Titel Generaldirektor.
Seit 2004 ist Rudolf Scholten Präsident des Bruno-Kreisky-Forums, seit 2005 Aufsichtsratsvorsitzender der Wiener Festwochen.
2006 gründete er gemeinsam mit dem Schriftsteller Robert Schindel in Heidenreichstein das Literaturfestival Literatur im Nebel. Jährlich wird ein weltbekannter Schriftsteller in den Mittelpunkt des Treffens gestellt, der dann auch persönlich anwesend ist. Bisher waren dies Salman Rushdie (2006), Amos Oz (2007), Jorge Semprún (2008) und Margaret Atwood (2009) Herta Müller(2018) John M. Coetzee (2019).
Im Oktober 2007 gab die amtierende Ministerin für Unterricht, Kunst und Kultur, Claudia Schmied, die Ernennung Scholtens zum Vorsitzenden des Aufsichtsrates des Österreichischen Filminstituts bekannt, das die Aufgabe hat, den österreichischen Film finanziell zu fördern. Diese Funktion hat Scholten am 1. Jänner 2008 übernommen.
Im Jänner 2010 wurde Scholten zum stellvertretenden Aufsichtsratsvorsitzenden der notverstaatlichten Hypo Group Alpe Adria bestellt.
In der Hauptversammlung am 23. Mai 2014 trat er von dieser Funktion zurück.

## Politische Laufbahn
- 1984–1986 Bundesministerium für Finanzen: Wirtschaftspolitischer Berater
- 1986–1988 Kabinett des Bundeskanzlers: Wirtschafts- und kulturpolitischer Berater
- 1988–1990 Generalsekretär des Österreichischen Bundestheaterverbandes
- 1990–1994 Bundesminister für Unterricht und Kunst
- 1994–1996 Bundesminister für Wissenschaft, Forschung und Kunst
- 1996–1997 Bundesminister für Wissenschaft, Verkehr und Kunst

## Privates
Rudolf Scholten ist seit 1990 mit der Kardiologin Christine verheiratet. Das Paar hat drei Töchter.